# Contabilista
Contabilista é o profissional da ciência contábil ou contabilidade responsável por lidar com toda a área financeira, econômica e patrimonial de uma pessoa jurídica ou  pessoa física. Também pode ser chamado de contador, designação mais antiga do profissional de contabilidade, pois inclui, além dos escriturários, também os técnicos em contabilidade.
O Contabilista estuda e pratica as funções de orientação, controle e registro de atos e fatos da administração económica. No exercício de suas funções contábeis, elabora demonstrações contábeis pelo estudo dos elementos que compõem o património monetário das entidades, de modo a cumprir as funções económicas e administrativas destas.
Está, sob as responsabilidades de um contabilista, organizar e executar serviços de contabilidade em geral, a escrituração dos livros de contabilidade obrigatórios, bem como de todos os necessários no conjunto da organização, e levantamento dos respectivos balanços e demonstrações, perícias judiciais e extrajudiciais, revisão de balanços e de contas em geral, revisão permanente de escritas financeiras das empresas, assistência aos Conselhos Fiscais de sociedades anônimas às quais pode pertencer, fazem os registros contábeis das empresas, cuidam de documentação, abertura e fechamento de empresas, prestam assessoria, fazem declarações de imposto de renda de pessoas físicas e jurídicas, escriturações, demonstrações contábeis e análises de balanços. Em muitas jurisdições, os órgãos profissionais de contabilidade mantêm elevados padrões de conduta e avaliações para os profissionais.
Em muitos países, os contabilistas que demonstraram competência através de exames de certificação das suas associações profissionais são certificados para usar títulos como revisor oficial de contas, Contabilista britânico certificado ou Certified Public Accountant. A esses profissionais, são concedidos certas responsabilidades, como a capacidade de auditar as demonstrações financeiras de uma organização, mas podem ser responsabilizados por má conduta profissional. As empresas de auditoria, especialmente os Big Four, são os maiores empregadores de contabilistas em todo o mundo. No entanto, a maioria dos contabilistas actuam no comércio, indústria e sector público.
Para que o profissional tenha um bom desempenho como contabilista, além da graduação em Ciências Contábeis e registro no órgão regulador competente de sua jurisdição, deve possuir conhecimentos avançados de matemática financeira, estatística, finanças, atuária, métodos quantitativos, informática, sistemas de informação, direito, administração, além de ter organização, precisão, conhecimentos de leis tributárias, vontade de manter-se atualizado (espírito autodidata), gostar de cálculos matemáticos, ser organizado, ter o hábito da leitura, ser atento aos detalhes, ter visão dimensionada e global, planejamento de trabalho definido, postura crítica, segurança diante de problemas e ser flexível.

## Descrição sumária
Os contadores legalizam empresas, elaborando contrato social/estatuto e notificando encerramento junto aos órgãos competentes; administram os tributos da empresa; registram atos e fatos contábeis; controlam o ativo permanente; gerenciam custos; administram o departamento pessoal; preparam obrigações acessórias, tais como: declarações acessórias ao fisco, órgãos competentes e contribuintes e administra o registro dos livros nos órgãos apropriados; elaboram demonstrações contábeis; prestam consultoria e informações gerenciais; realizam auditoria interna e externa; atendem solicitações de órgãos fiscalizadores e realizam perícia.

## Condições gerais de trabalho
Trabalham em escritórios de contabilidade e departamentos de contabilidade de empresas agrícolas, industriais, comerciais e dos serviços, incluindo bancos. São empregados com carteira assinada, exceto o Perito contábil, que trabalha por conta própria e sem supervisão. Costumam se organizar de forma individual, trabalhando sob supervisão. Trabalham em ambiente fechado e em horário diurno. Os peritos contábeis podem trabalhar à distância. Eventualmente, trabalham sob pressão, podendo ser levados à situação de estresse.

## Formação e experiência
O exercício dessas ocupações requer curso superior em Ciências Contábeis e registro no Conselho Regional de Contabilidade da jurisdição do profissional. Para se registrar, o bacharel em Ciências Contábeis deve ser aprovado no Exame de Suficiência. Para bacharéis em contabilidade que se formaram antes de 14 de junho de 2010, a concessão do registro profissional e alteração de categoria profissional não está subordinada à aprovação em Exame de Suficiência, conforme dispõe Resolução CFC nº 1.486/2015. O desempenho pleno das atividades ocorre após quatro anos (contador) e mais de cinco anos (auditor geral e perito contábil).

## Recursos de Trabalho
Os principais são: Sistema de arquivo, Computadores e periféricos, Papéis de trabalho, Formulários específicos, Calculadoras, Intranet, Celular, Máquina copiadora, Telefone, Software específico, Publicações técnicas, Internet, ERPs, dentre outros.

## Regulamentação da Profissão no Brasil
A profissão contábil foi regulamentada no Brasil pela primeira vez em 1770, quando o Rei de Portugal, dom José, tornou obrigatório o registro de guarda-livros (antiga designação). Em 1850, dom Pedro II sancionou o Código Comercial Brasileiro, reconhecendo o guarda-livros como um agente auxiliar e imprescindível do comércio. A regulamentação da profissão ocorreu em 1870, através do Decreto Imperial n° 4.475. Em 1902, foram criados os primeiros cursos, quando o então presidente Rodrigues Alves declarou de utilidade pública e com caráter oficial, os diplomas conferidos pela Academia de Comércio do Rio de Janeiro, Escola Prática de Comércio de São Paulo, Instituto Comercial do Distrito Federal e Academia de Comércio de Juiz de Fora.
Em 1915, surgiu a primeira entidade a reunir contabilistas do Brasil: o Instituto Brasileiro de Contadores Fiscais. Em 1916, funda-se a Associação de Contadores de São Paulo e o Instituto Brasileiro de Contabilidade, com sede no Rio de Janeiro. O primeiro Congresso Brasileiro de Contabilidade ocorreu em 1924, também no Rio de Janeiro, sob o comando do senador João Lyra, quando se pretendia regulamentar a profissão de contador e fazer reformas no ensino comercial.
Em 1927, foi criado o primeiro Registro Geral de Contabilistas do Brasil pelo contador Francisco D'Auria, o que serviu base para o atual sistema CFC/CRCs. Em 1930, o país passava por uma série de transformações políticas, sociais e econômicas, momento em que ocorreu a regulamentação de diversas profissões. Em 1931, a reforma do ensino comercial virou uma realidade, como reivindicado no primeiro Congresso Brasileiro de Contabilidade. Neste mesmo ano, a Superintendência de Ensino Comercial criou o registro compulsório de guarda-livros e contadores.
No dia 8 de fevereiro de 1932, o presidente Getúlio Vargas publicou o Decreto n° 21.033, que estabeleceu novas condições para o registro de contadores e guarda-livros.
Foi em 1943 que o ensino comercial e a regulamentação da profissão contábil tiveram um salto, pois, em 28 de dezembro de 1943 foi sancionada a Lei Orgânica do Ensino Comercial (Decreto-Lei n°6.141/1943). Em 6 de setembro de 1945 o Decreto n° 7.938 consolidou o ensino superior em Contabilidade.
Em 1946, foram criados os Conselhos Federal e Regionais de Contabilidade (CFC e CRCs), através do Decreto-Lei n°9.295 de 26 de maio. Essa lei definiu o perfil dos profissionais contábeis: contador (graduação em Ciências Contábeis), técnicos em contabilidade (técnicos de nível médio egressos das escolas comerciais) e guarda-livros (profissionais sem escolaridade formal que atendiam as exigências da Lei n° 3.384/1958).

## Principais áreas de atuação
O contador tem um vasto leque de possíveis cargos e funções que podem ser desempenhados por ele, seja no setor privado, no setor público ou como autônomo.  A atuação do contador pode ocorrer em quatro grandes setores:

### Nas empresas
Contador Geral, Controller, Contador de Custos, Cargos Administrativos, Analista Financeiro, Auditor Interno, Gerente de Impostos.

### Como profissional independente (autônomo ou empresário)
Contador, Consultor, Auditor Independente, Perito Contábil.

### No ensino
Professor, Pesquisador, Escritor, Palestrante, Parecerista.

### No Setor Público
Contador Público, Tribunal de Contas (na fiscalização de órgãos da administração pública, na perícia de fraudes ao Erário Público), Contador Militar, Agente ou Auditor Fiscal
Outros Cargos Públicos: Controlador de Arrecadação, Contador do Ministério Público da União, Fiscal do Ministério do Trabalho, Analista do Banco Central, Inspetor da  Comissão de Valores Imobiliários, Auditor Fiscal do Tesouro Nacional, Analista de Finanças e Controle entre outros.

## Atribuições Profissionais
O artigo 36 da Decreto-Lei n° 9.295/1946 determina que cabe ao Conselho Federal de Contabilidade a competência de decidir, em última instancia, sobre as atribuições dos profissionais de contabilidade: 
Art. 36. Aos Conselhos Regionais de Contabilidade fica cometido o cargo de dirimir quaisquer dúvidas suscitadas acerca das atribuições de que trata o capítulo IV, com recurso suspensivo para o Conselho Federal Contabilidade, a quem compete decidir em última instância sobre a matéria.
Em cumprimento deste dispositivo legal, o Conselho Federal de Contabilidade emitiu a Resolução n° 560, que dispõe sobre as prerrogativas profissionais de que trata o artigo 25 do Decreto-Lei n° 9.295, de 27 de maio de 1946.
O exercício das atividades compreendidas na Ciência Contábil, considerada na sua amplitude e condição de Ciência Aplicada, constitui prerrogativa, sem exceção, dos contadores e técnicos em contabilidade legalmente habilitados (com registro ativo no CRC de sua jurisdição, e adimplentes com o respectivo conselho), ressalvadas as atribuições privativas dos contadores diplomados (bacharéis em Ciências Contábeis).
O contador pode exercer as suas atividades na condição de profissional liberal ou autônomo, de empregado regido pela CLT, de servidor público, de militar, de sócio de qualquer tipo de sociedade, de diretor ou de conselheiro de quaisquer entidades, ou, em qualquer outra situação jurídica definida pela legislação, exercendo qualquer tipo de função. Essas funções poderão ser as de analista, assessor, assistente, auditor, interno e externo, conselheiro, consultor, controlador de arrecadação, controller, educador, escritor ou articulista técnico, escriturário contábil ou fiscal, executor subordinado, fiscal de tributos, legislador, organizador, perito, pesquisador, planejador, professor ou conferencista, redator, revisor.
Essas funções poderão ser exercidas em cargos como os de chefe, subchefe, diretor, responsável, encarregado, supervisor, superintendente, gerente, subgerente, de todas as unidades administrativas onde se processem serviços contábeis. Quanto à titulação, poderá ser de contador, contador de custos, contador departamental, contador de filial, contador fazendário, contador fiscal, contador geral, contador industrial, contador patrimonial, contador público, contador revisor, contador seccional ou setorial, contadoria, técnico em contabilidade, departamento, setor, ou outras semelhantes, expressando o seu trabalho através de aulas, balancetes, balanços, cálculos e suas memórias, certificados, conferências, demonstrações, laudos periciais, judiciais e extrajudiciais, levantamentos, livros ou teses científicas, livros ou folhas ou fichas escriturados, mapas ou planilhas preenchidas, papéis de trabalho, pareceres, planos de organização ou reorganização, com textos, organogramas, fluxogramas, cronogramas e outros recursos técnicos semelhantes, prestações de contas, projetos, relatórios, e todas as demais formas de expressão, de acordo com as circunstâncias.
O quadro a seguir evidencia as atribuições privativas (exclusivas) dos profissionais da contabilidade:
| ATRIBUIÇÕES PRIVATIVAS DOS PROFISSIONAIS DE CONTABILIDADE | |
| 1 | Avaliação de acervos patrimoniais e verificação de haveres e obrigações, para quaisquer finalidades, inclusive de natureza fiscal. |
| 2 | Avaliação dos fundos de comércio. |
| 3 | Apuração do valor patrimonial de participações, quotas ou ações. |
| 4 | Reavaliações e medição dos efeitos das variações do poder aquisitivo da moeda sobre o patrimônio e o resultado periódico de quaisquer entidades |
| 5 | Apuração de haveres e avaliação de direitos e obrigações, do acervo patrimonial de quaisquer entidades, em vista de liquidação, fusão, cisão, expropriação no interesse público, transformação ou incorporação dessas entidades, bem como em razão de entrada, retirada, exclusão ou falecimentos de sócios quotistas ou acionistas. |
| 6 | Concepção dos planos de determinação das taxas de depreciação e exaustão dos bens materiais e dos de amortização dos valores imateriais inclusive de valores diferidos. |
| 7 | Implantação e aplicação dos planos de depreciação, amortização e diferimento, bem como de correções monetárias e reavaliações. |
| 8 | Regulações judiciais ou extrajudiciais. |
| 9 | Escrituração regular, oficial ou não, de todos os fatos relativos aos patrimônios e às variações patrimoniais das entidades, por quaisquer métodos, técnicos ou processo. |
| 10 | Classificação dos fatos para registro contábeis, por qualquer processo, inclusive computação eletrônica, e respectiva validação dos registros e demonstrações. |
| 11 | Abertura e encerramento de escritas contábeis. |
| 12 | Execução dos serviços de escrituração em todas as modalidades específicas, conhecidas por denominações que informam sobre o ramo de atividade, como contabilidade bancária, contabilidade comercial, contabilidade de condomínio, contabilidade industrial, contabilidade imobiliária, contabilidade macroeconômica, contabilidade seguros, contabilidade de serviços contabilidade pública, contabilidade agrícola, contabilidade pastoril, contabilidade das entidades de fins ideais, contabilidade de transportes , e outras. |
| 13 | Controle de formalização, guarda, manutenção ou destruição de livros e outros meios de registro contábeis, bem como dos documentos relativos à vida patrimonial. |
| 14 | Elaboração de balancetes e de demonstrações do movimento por contas ou grupos de contas, de forma analítica ou sintética. |
| 15 | Levantamento de balanços de qualquer tipo ou natureza e para quaisquer finalidades, como balanços patrimoniais, balanços de resultados, balanços acumulados, balanços de origens de recursos, balanços de fundos, balanços financeiros, balanços de capitais, e outros. |
| 16 | Tradução, em moeda nacional, das demonstrações contábeis originalmente em moeda estrangeira e vice-versa. |
| 17 | Integração de balanços, inclusive consolidações, também de subsidiárias do exterior. |
| 18 | Apuração, cálculo e registro de custos, em qualquer sistema ou concepção: custeio por absorção ou global, total ou parcial; custeio direto, marginal ou variável ; custeio por centro de responsabilidade com valores reais, normalizados ou padronizados, históricos ou projetados, com registros em partidas dobrados ou simples, fichas, mapas, planilhas, folhas simples ou formulários contínuos, com meio manual, mecânico, computadorizado ou outro qualquer, para todas as finalidades, desde a avaliação de estoques até a tomada de decisão sobre a forma mais econômica sobre como, onde, quando e o que produzir e vender. |
| 19 | Análise de custos e despesas, em qualquer modalidade, em relação a quaisquer funções como a produção, administração, distribuição, transportes, comercialização, exportação, publicidade, e outras, bem como análise com vistas à racionalização das operações e do uso de equipamentos e materiais, e ainda a otimização do resultado diante do grau de ocupação ou volume de operações. |
| 20 | Controle, avaliação e estudo da gestão econômica, financeira e patrimonial das empresas e demais entidades. |
| 21 | Análise de custos com vistas ao estabelecimento dos preços de venda de mercadorias, produtos ou serviços, bem como de tarifas nos serviços públicos, e a comprovação dos reflexos dos aumentos de custos nos preços de venda, diante de órgãos governamentais. |
| 22 | Análise de balanços. |
| 23 | Análise do comportamento das receitas. |
| 24 | Avaliação do desempenho das entidades e exame das causas de insolvência ou incapacidade de geração de resultado. |
| 25 | Estudo sobre a destinação do resultado e cálculo do lucro por ação ou outra unidade de capital investido. |
| 26 | Determinação de capacidade econômico-financeira das entidades, inclusive nos conflitos trabalhistas e de tarifa. |
| 27 | Elaboração de orçamentos de qualquer tipo, tais como econômicos, financeiros, patrimoniais e de investimentos. |
| 28 | Programação orçamentária e financeira, e acompanhamento da execução de orçamentos-programa, tanto na parte física quanto na monetária. |
| 29 | Análise das variações orçamentárias. |
| 30 | Conciliações de conta. |
| 31 | Organização dos processos de prestação de contas das entidades e órgãos da administração pública federal, estadual, municipal, dos territórios federais, das autarquias, sociedade de economia mista, empresas públicas e fundações de direito público, a serem julgados pelos tribunais, conselhos de contas ou órgãos similares. |
| 32 | Revisões de balanços, contas ou quaisquer demonstrações ou registro contábeis. |
| 33 | Auditoria interna operacional. |
| 34 | Auditoria externa independente. |
| 35 | Perícias contábeis, judiciais e extrajudiciais. |
| 36 | Fiscalização tributária que requeira exame ou interpretação de peças contábeis de qualquer natureza. |
| 37 | Organização dos serviços contábeis quanto à concepção, planejamento e estrutura material, bem como o estabelecimento de fluxogramas de processamento, cronogramas, organogramas, modelos de formulários e similares. |
| 38 | Planificação das contas, com a descrição das suas funções e do funcionamento dos serviços contábeis. |
| 39 | Organização e operação dos sistemas de controle interno. |
| 40 | Organização e operação dos sistemas de controle patrimonial, inclusive quanto à existência e localização física dos bens. |
| 41 | Organização e operação dos sistemas de controle de materiais, matérias-primas, mercadorias e produtos semi-fabricados e prontos, bem como dos serviços em andamento. |
| 42 | Assistência aos conselhos fiscais das entidades, notadamente das sociedades por ações. |
| 43 | Assistência aos comissários nas concordatas, aos síndicos nas falências, e aos liquidantes de qualquer massa ou acervo patrimonial. |
| 44 | Magistério das disciplinas compreendidas na Contabilidade, em qualquer nível de ensino no de pós-graduação. |
| 45 | Participação em bancas de exame e em comissões julgadoras de concursos, onde sejam aferidos conhecimentos relativos à Contabilidade. |
| 46 | Estabelecimento dos princípios e normas técnicas de Contabilidade. |
| 47 | Declaração de Imposto de Renda, pessoa jurídica. |
| 48 | Demais atividades inerentes às Ciências Contábeis e suas aplicações. |
| Obs.: 1° São atribuições privativas dos contadores os serviços sob os números 1, 2, 3, 4, 5, 6, 19, 20, 21, 22, 23, 24, 25, 26, 29, 30, 32, 33, 34, 35, 36, 42, 43, além dos 44 e 45, quando se referirem a nível superior (redação alterada pela Resolução CFC 898/2001). 2° Os serviços mencionados sob os números 5, 6, 22, 25, 30, somente poderão ser executados pelos Técnicos em Contabilidade da qual sejam titulares. 3° O contabilista deverá apor sua assinatura, categoria profissional e número de registro no CRC respectivo, em todo e qualquer trabalho realizado. | |

Há também uma série de atividades que são compartilhadas com outras profissões:
| Atividades compartilhadas: aquelas que são também prerrogativas de outras profissões | |
| 1                                                                                    | Elaboração de planos técnicos de financiamento e amortização de empréstimos, incluídos no campo da matemática financeira                                                                                                  |
| 2                                                                                    | Elaboração de projetos e estudos sobre operações financeiras de qualquer natureza, inclusive de debêntures, leasing e lease-beck                                                                                          |
| 3                                                                                    | Execução de tarefas no setor financeiro, tanto na área pública quanto privada |
| 4                                                                                    | Elaboração e implantação de planos de organização ou reorganização |
| 5                                                                                    | Organização de escritórios e almoxarifados |
| 6                                                                                    | Organização de quadros administrativos |
| 7                                                                                    | Estudos sobre a natureza e os meios de compra e venda de mercadorias e produtos, bem como o exercício das atividades compreendidas sob os títulos de "mercadologia" e "técnicas comerciais" ou "merceologia" ou marketing |
| 8                                                                                    | Concepção, redação e encaminhamento, ao Registro Público, de contratos, alterações contratuais, atas, estatutos e outros atos da sociedade civis e comerciais                                                             |
| 9                                                                                    | Assessoria fiscal. |
| 10                                                                                   | Planejamento tributário |
| 11                                                                                   | Elaboração de cálculos, análises e interpretação de amostragens aleatórias ou probabilísticas |
| 12                                                                                   | Elaboração e análise de projetos, inclusive quanto à viabilidade econômica. |
| 13                                                                                   | Análise de circulação de órgãos de imprensa e aferição das pesquisas de opinião pública |
| 14                                                                                   | Pesquisas Operacionais (modelagem matemática, otimização matemática) |
| 15                                                                                   | Processamento de dados |
| 16                                                                                   | Análise de sistemas de seguros e fundos de benefícios |
| 17                                                                                   | Assistência aos órgãos administrativos das entidades |
| 18                                                                                   | Exercício de quaisquer funções administrativas |
| 19                                                                                   | Elaboração de orçamentos macroeconômicos |

## Legislação

### Brasil
- Lei nº 570 de 22 de Dezembro de 1948 - Altera dispositivos do Decreto-lei nº 9.295, de 27 de maio de 1946, que criou o Conselho Federal de Contabilidade e dá outras providências.[35]
- Decreto-Lei nº 9.295 de 27 de Maio de 1946 - Cria o Conselho Federal de Contabilidade, define as atribuições do Contador e do Guarda-livros, e dá outras providências.[36]

### Portugal
- Referências na legislação fiscal: O guarda-livros é sujeito à “décima militar” - Por Carta de Lei de 7 de Abril de 1838, a profissão de guarda-livros é reconhecida nas leis fiscais como uma das profissões liberais sujeitas à “décima militar”, «1.º Sistema Fiscal Português».

## Organismos de fiscalização no Brasil
- Conselho Federal de Contabilidade (CFC) com sede em Brasília (Distrito Federal).
- Os Conselhos regionais de contabilidade no Brasil fazem o cadastro do certificado de conclusão de curso superior, e fazem a emissão da carteira profissional das pessoas, para o exercício legal da profissão de Contador ou Auditor Contábil. E a legislação contábil em vigor impõe a fiscalização em profissionais e empresas da área de contabilidade, com punição legal àqueles que trabalharem de forma ilegal.
- Conselho Regional de Contabilidade:
  1. Conselho Regional de Contabilidade do Estado do Rio de Janeiro[37]
  2. Conselho Regional de Contabilidade do Estado de São Paulo[38]
  3. Conselho Regional de Contabilidade do Estado de Tocantins[39]
  4. Conselho Regional de Contabilidade do Estado do Rio Grande do Sul[40]
  5. Conselho Regional de Contabilidade do Estado de Santa Catarina[41]
  6. Conselho Regional de Contabilidade do Estado da Bahia[42]
  7. Conselho Regional de Contabilidade do Estado de Minas Gerais[43]
  8. Conselho Regional de Contabilidade do Estado do Amazonas[44]
  9. Conselho Regional de Contabilidade do Estado do Ceará[45]
  10. Conselho Regional de Contabilidade do Estado do Pará[46]
  11. Conselho Regional de Contabilidade do Estado de Goiás[47]
  12. Conselho Regional de Contabilidade do Estado do Espírito Santo[48]
  13. Conselho Regional de Contabilidade do Estado de Mato Grosso[49]
  14. Conselho Regional de Contabilidade do Estado de Alagoas[50]
  15. Conselho Regional de Contabilidade do Estado de Pernambuco[51]